# Brathanki
Brathanki — польская группа, основанная в 1998 году. Музыка коллектива представляет собой сочетание элементов народной музыки Польши, Венгрии, Чехии с роком и поп-музыкой.

## История
Основателем музыкальной группы «Brathanki» является Януш Мус, который в конце 1998 года включил в коллектив знакомых музыкантов, имевших опыт работы с такими известными исполнителями, как Марыля Родович, Юстина Стечковска, Эдита Гурняк и Рената Пшемык. В результате участниками стали: Януш Мус, Стефан Блащинский, Грегож Пёнтак, Пётр Крулик, Яцек Крулик, Адам Пруцнал и Галина Млынкова. В 2000 году вышел их дебютный альбом «Ano!» (в переводе с польского — «Ну!»). Выход этого альбома стал одним из главных событий в музыкальной жизни Польши того года: тираж «Ano!» превысил 300 тыс. экземпляров и был удостоен «платинового» титула. Выпуск песен «Czerwone korale», «Gdzie ten który powie mi» и «Siebie dam po slubie» совпал с периодом популярности в стране фолк-музыки (годом ранее вышли альбомы коллективов «Kayah&Bregović» и «Golec uOrkiestra»), поэтому «Brathanki» быстро получили известность как в самой Польше, так и за её пределами. В 2000 году команда была удостоена ряда премий, среди которых «Fryderyki 2000» сразу в 4 категориях.
Спустя несколько месяцев после выхода альбома «Ano!» в польских СМИ появились публикации о том, что песни группы «Brathanki» (в частности, хит «Czerwone korale») написаны венгерским музыкантом Ференцем Себо (Ferenc Sebő). Однако участники коллектива отрицали все подозрения в плагиате и заявили, что использовали народные мелодии, не зная их автора (что и было указано на обложке альбома). Чтобы уладить недоразумения, «Brathanki» и Себо дали совместный концерт, а позже венгр согласился на участие в записи второго альбома группы.
В 2001 году был выпущен следующий альбом, который получил название «Patataj» («Рука в руке»). В первые две недели было реализовано свыше 50 тыс. экземпляров. Хитом стала песня «W kinie, w Lublinie — kochaj mnie», занявшая высокие места в музыкальных хит-парадах Европы. Альбом в итоге получил статус «золотого», а в конкурсе «Fryderyki 2001» был признан альбомом года в категории «Album Roku – Etno / Folk» (стиль фолк).
В 2003 году группа «Brathanki» претерпела изменения. Ушла Галина Млынкова, вместо неё пришли сразу две солистки — Анна Микось и Магдалена Жемек. В ноябре того же года вышел новый, третий по счёту, альбом под названием «Galoop». На своём официальном сайте участники коллектива дали альбому такую характеристику:

«(группа) представила гремучую смесь рок-музыки с элементами фольклора различных этнических групп».

Альбом «Galoop» не стал столь популярным, как предыдущие два. В 2005 году в команду пришла Оля Ходак. В 2006 году она участвовала в национальном отборе на Евровидение 2006 с песней  W «nas ciepło wiosen», но на конкурс не попала. Тем временем коллектив продолжал гастроли по разным странам: «Brathanki» провели фестивали в США, Канаде, Испании, Чехии, Бельгии, Венгрии, Германии, Швеции и даже в Ливане. Всего же в период с 2006 по 2008 годы музыкальная группа играла на 150 концертах по всему миру. В августе 2007 года «Brathanki» выпустили два сборника лучших песен: «Moja Kolekcja» и «Gwiazdy XX Wieku».
В 2009 году в составе группы произошли перестановки. Пришла вокалистка Агнешка Дык, которая ранее выиграла музыкальный конкурс «Szansę na sukces». Кроме того, вместо Яцека Крулика был приглашён новый гитарист Виктор Татарек.
15 июля 2011 года состоялась премьера четвёртого альбома группы «Brathanki» — «Brathanki grają Skaldów».
В 2012 году издан альбом лучших польских рождественских колядок в исполнении группы «Brathanki», записанных на телевизионном концерте.
9 июня 2014 издан пятый авторский альбом группы «Brathanki» — «moMtyle»
.

## Состав

### Действующие участники
- Януш Мус — аккордеон (с 1998)
- Виктор Татарек — гитара (с 2009)
- Стефан Блащинский — флейта (с 1998)
- Грегож Пёнтак — бас-гитара (с 1998)
- Пётр Крулик — ударные (с 1998)
- Адам Пруцнал — скрипка, клавишные (с 1998)
- Агнешка Дык — вокал (с 2009)

### Бывшие участники
- Галина Млынкова — вокал (1998—2003)
- Анна Микось — вокал (2003—2005)
- Магдалена Жемек — вокал (2003—2005)
- Оля Ходак — вокал (2005—2009)
- Яцек Крулик — гитара (1998—2009)[5]

## Дискография

### Альбомы
- 2000 — Ano!
- 2001 — Patataj
- 2003 — Galoop
- 2011 — Brathanki grają Skaldów
- 2014 — moMtyle

### Синглы
- 2000 — "Czerwone korale"
- 2000 — "Gdzie ten, który powie mi"
- 2000 — "Modliła się dziewczyna"
- 2001 — "Siebie dam po ślubie"
- 2001 — "Heniek"
- 2001 — "Poszłabym za Tobą górą"
- 2001 — "W kinie, w Lublinie - kochaj mnie"
- 2002 — "Za wielkim morzem Ty"
- 2002 — "W lesie, co jest blisko sadu"
- 2002 — "Życie to nie mieć lecz być"
- 2003 — "Wszak być może znacznie gorzej"
- 2003 — "Gol gol gol!"
- 2003 — "Wreszcie się ustatkuj"
- 2003 — "Serce z marcepana"
- 2003 — "Zarumieni się Kalina"
- 2004 — "Bukolika z biesiadnym stołem"
- 2004 — "Pan z panem w Zakopanem"
- 2005 — "W nas ciepło wiosen"
- 2011 — "Dwudzieste szóste marzenie"